# Wojska rakietowe

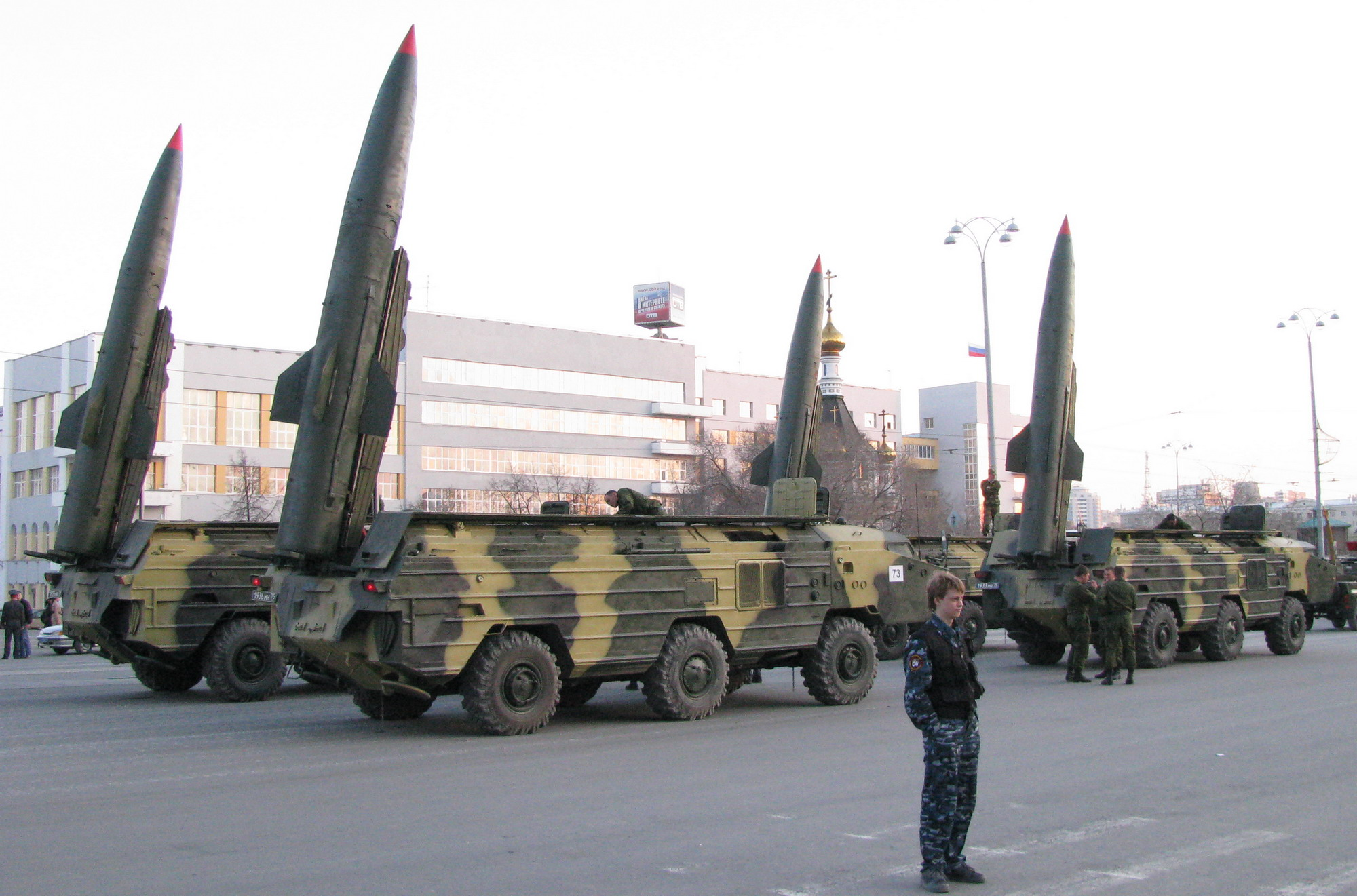
Wojska rakietowe - taktyczne zestawy rakietowe 9K79 Toczka

Wojska rakietowe – rodzaj wojsk występujący we wszystkich rodzajach sił zbrojnych, wyposażony w  pociski rakietowe różnego typu, w tym również w przystosowane do przenoszenia głowic z ładunkami jądrowymi, chemicznymi i innymi. 
Wojska rakietowe wykonujące zadania strategiczne stanowią w niektórych krajach (np. w Rosji) odrębny rodzaj sił zbrojnych. Wyposażone są one w wyrzutnie oraz pociski rakietowe o zasięgu ponad 1000 km, zdolne do przenoszenia głowic termojądrowych. Pociski rakietowe tej klasy mogą niszczyć obiekty o znaczeniu strategicznym na całym terytorium przeciwnika.